# Bilene
Bilene (o Praia do Bilene) è un centro abitato del Mozambico, situato nella Provincia di Gaza.